# Microsoft Open Specification Promise
A Microsoft Open Specification Promise — literalmente, Promessa de Especificação Aberta da Microsoft —, também conhecida pela sigla OSP, é um compromisso irrevogável feito pela Microsoft publicado em setembro de 2006, onde esta se compromete a não requerer direitos legais sobre certas patentes da empresa em uma lista de implementações.
A lista de tecnologias sob esta política inclui, entre outros: SOAP, Virtual Hard Disk, Hyper-V e XAML.